# Беринський Сергій Самуїлович
Сергій Самуїлович Беринський ((14 квітня 1946 , Каушани  — 12 березня 1998 , Москва )) — радянський і російський композитор, музикознавець та музичний критик.

## Життєпис
Сергій Беринський народився 1946 року в селищі Каушани (тепер райцентр Каушанського району Молдови) . Дитинство провів у Кишиневі, з 1955 року навчався у музичній школі в Сталіно за класом скрипки, з 1970 року — у Державному музично-педагогічному інституті імені Гнесіних .
Після закінчення інституту Сергій Беринський вирішив не повертатися до Молдавії і залишився жити в Москві, працюючи переважно як музичний педагог і композитор. Працював у кіно, написав музику для кінофільмів « Ось такі дива», « Горобець на льоду», «Скарби Ермітажу», « Санітарна зона», « Дамський кравець» тощо. Займався музичною журналістикою, викладав, серед його учнів — Марина Шмотова, Борис Філановський та ін. Крім того, товариськість натури та темперамент підштовхнули Беринського до активної участі у неформальній педагогічно-просвітницькій діяльності. У 1987 році він організував у Москві музичний клуб, основною метою якої було створити своєрідну «лабораторію композиторської творчості для музики всіх напрямків». Водночас він керував семінаром молодих композиторів у Будинку творчості «Іваново» та вів постійну колонку спілкування з колегами-композиторами у журналі « Музична академія». Яскравість особистості та неформальність творчого підходу Сергія Беринського в один голос відзначали майже всі колеги, які його знали: як прихильники, так і противники.

«…<можливість виконати твір представилася> на початку 1995-го року в концерті „Клубу Сергія Беринського“ в музичній вітальні будинку Шувалової (при Гнесінському інституті). Жанр цього клубу — концертно-розмовний, тому насмішливий та в'їдливий Беринський влаштував мені справжній іспит, безпардонно катуючи при всій чесній публіці — а чому така назва?, а що вона виражає і відображає?, а може за ним стоять якісь життєві колізії?, і далі в такому дусі…»— (Віктор Єкимовський, «Автомонография»)
Музичний клуб Сергія Беринського продовжував діяти і після смерті свого засновника — аж до початку 2010-х років.
Пам'яті Сергія Беринського присвячена повість Анатолія Гаврилова «Берлінська флейта» (2002).

## Родина
- Старший брат — поет Лев Беринський. Молодша сестра, Сіма Самуїлівна, віолончелістка, педагог.
- Дружина — музичний педагог Елла Володимирівна Беринська.
  - Доньки — скрипалька Юлія Беринська та флейтистка Майя Беринська.

## Деякі твори
- «Жменька піску», вокальний зошит для [тенор]]а, флейти та фортепіано на вірші І.Такубоку (1972)
- Концерт № 1 для віолончелі з оркестром (1975)
- «Чорний любир», шість пісень для сопрано та фортепіано на вірші В. Хлєбникова (1976)
- Концерт для флейти з камерним оркестром (1977)
- Кантата «Каміння Треблінки» для хору, солістів та оркестру на вірші Арона Вергеліса (їдиш, 1977)
- Концерт-каприччіо для струнного оркестру та бас-гітари (1979)
- Реквієм пам'яті Януша Корчака (1979)
- Концерт для гобою з камерним оркестром (1981)
- «Пісні томлення Махтумкулі» для контральто, віолончелі та фортепіано (1982)
- Симфонія № 1 «До Орфею» для сопрано, тенора, басу та великого симфонічного оркестру на вірші Р. М. Рільке (1983)
- Три сонети Шекспіра для хору a capella (1984)
- Соната-партиту для віолончелі соло (1985)
- Соната-партита a la barocco для органу (1985)
- Концерт № 2 для віолончелі з оркестром (1986)
- Концерт для сопрано з оркестром сіль мажор (1988)
- «Дзвони Варшави», соната-фантазія для підготовленого фортепіано (1988)
- Концерт для кларнету, 12 струнних, підготовленого фортепіано та клавесину (1989)
- «Also sprach Zarathustra», партита для органу (1990), для баяна (1990)
- «II dolce dolore» для віолончелі та баяна (1990)
- «Сльози геральдичної душі», 10 віршів Д. Пригова для тенора, рояля та художнього свисту (1991)
- Концерт-поема «Радосні ігри» для флейти та камерного оркестру (1991)
- «У садах та виноградниках», поема-містерія для флейти, фортепіано та віолончелі (1992)
- Симфонія № 2 для великого симфонічного оркестру з солюючим альтом і фортепіано (1992)
- «Miserere» для сопрано, фортепіано та баяна (1993)
- Симфонія № 3 для баяна з оркестром (1994)
- «Ревізор», скотч-опера за сюжетом Гоголя (1994)
- «Псалми Давида — Царя Юдейського» для 4 віолончелів (1994)
- «Buffo infernale», концерт для фаготу з оркестром (1995)
- «Морський пейзаж (марина на кшталт Моне)»", поема для скрипки і баяна (1996)
- Симфонія № 4 «Пам'яті друзів, що пішли» (1996)
- «Подвійний портрет», каприччіо для скрипки та флейти (1997)
- Струнний квартет № 3 (1997)

## Фільмографія
1. 1982 — Ось такі дива
2. 1983 — Горобець на льоду
3. 1987 — Будинок із привидами
4. 1990 — Санітарна зона
5. 1990 — Дамський кравець
6. Скарби Ермітажу (документальний)